# Drowners
Drowners es una banda de rock alternativo formada en Nueva York al comienzo del 2012. La banda está compuesta por Matthew Hitt (en voz y guitarra), Jack Ridley III (coros, guitarra), Erik Lee Snyder (bajo) y Joe Brodie (batería) tras la ida de Lakis Pavlou.
El primer trabajo de la banda fue el EP Between Us Girls (2013). Dicho EP cuenta con tres canciones de corta duración. 
En 28 de enero de 2014 fue el lanzamiento de su álbum debut que lleva como título el nombre de la banda. 

## Historia
Por los amigos en común, los lugares que frecuentaban y las charlas de música, el cuarteto se unió «accidentalmente» en la ciudad de Nueva York y posteriormente comenzaron a grabar canciones previamente escritas por Matthew.
El 4 de febrero de 2013 publicaron su primer EP titulado Between Us Girls y lo han hecho a través de Birthday Records, el sello discográfico fundado por el antiguo baterista de los Kaiser Chiefs, Nick Hodgson.
Meses más tarde la banda firmó contrato con la discográfica Frenchkiss Records donde obtuvieron la grabación de su álbum debut que tuvo lanzamiento el 28 de enero de 2014. El álbum fue producido por Gus Oberg y Johnny T y cuenta con doce canciones, incluidas las mismas del EP que fueron ligeramente modificadas y un bonus track con la descarga virtual.
La banda fue telonera de Arctic Monkeys, The Vaccines y Foals, donde fueron bien recibidos por el público.
Actualmente se encuentra en la grabación de su segundo disco.

## Estilo
Considerada como una banda revival del sonido pop-rock del Reino Unido de finales del siglo pasado, el sonido de Drowners va oscilando desde el punk de principios de los años 80 hasta el britpop de la primera mitad de los años 90. Incluso el nombre escogido para la banda tiene como origen el título de uno de los éxitos de una de las bandas emblemáticas del britpop, Suede.

## Miembros
- Matthew Hitt: Guitarra, voz principal.

Nació el 30 de mayo de 1988 en Gales, y después de obtener el título universitario en Literatura Inglesa, se mudó a Nueva York en 2011 para dedicarse a la carrera de modelo. El joven ha participado en varias campañas de moda urbana.
- Jack Ridley III: Guitarra, coros.
- Erik Lee Snyder: Bajo.
- Joe Brodie: Batería.

## Discografía

### Álbum de estudio
| Título   | Detalles |
| -------- | --- |
| Drowners | - Fecha de lanzamiento: 28 de enero de 2014 - Sello discográfico: Frenchkiss Records. - Formatos: CD, descarga digital, vinilo. |

| Título    | Detalles                                |  |  |
| --------- | --------------------------------------- |  |  |
| On Desire | Fecha lanzamiento: 24 de junio de 2016  |  |  |
|           | Formatos: CD, descarga digital, Vinilo. |  |  |
|           |                                         |  |  |

### EP
Between Us Girls: El 4 de febrero de 2013 (Birthday Records)